# Acebedo (León)
Acebedo ist eine Gemeinde mit 184 Einwohnern (Stand: 2024) im nordwestlichen Zentral-Spanien in der Provinz León in der Autonomen Gemeinschaft Kastilien-León. Die Gemeinde besteht neben dem gleichnamigen Hauptort Acebedo aus den Ortschaften La Uña und Liegos.

## Geografie
Acebedo liegt etwa 75 Kilometer nordnordöstlich von León in einer Höhe von ca. 1155 m am Río Esla. 

## Bevölkerungsentwicklung
| Jahr        | 1900 | 1950 | 1970 | 1981 | 1991 | 2001 | 2011 | 2021 |
| ----------- | ---- | ---- | ---- | ---- | ---- | ---- | ---- | ---- |
| Einwohner   | 744  | 881  | 634  | 455  | 426  | 271  | 257  | 185  |
| Quelle: INE |      |      |      |      |      |      |      |      |

## Sehenswürdigkeiten

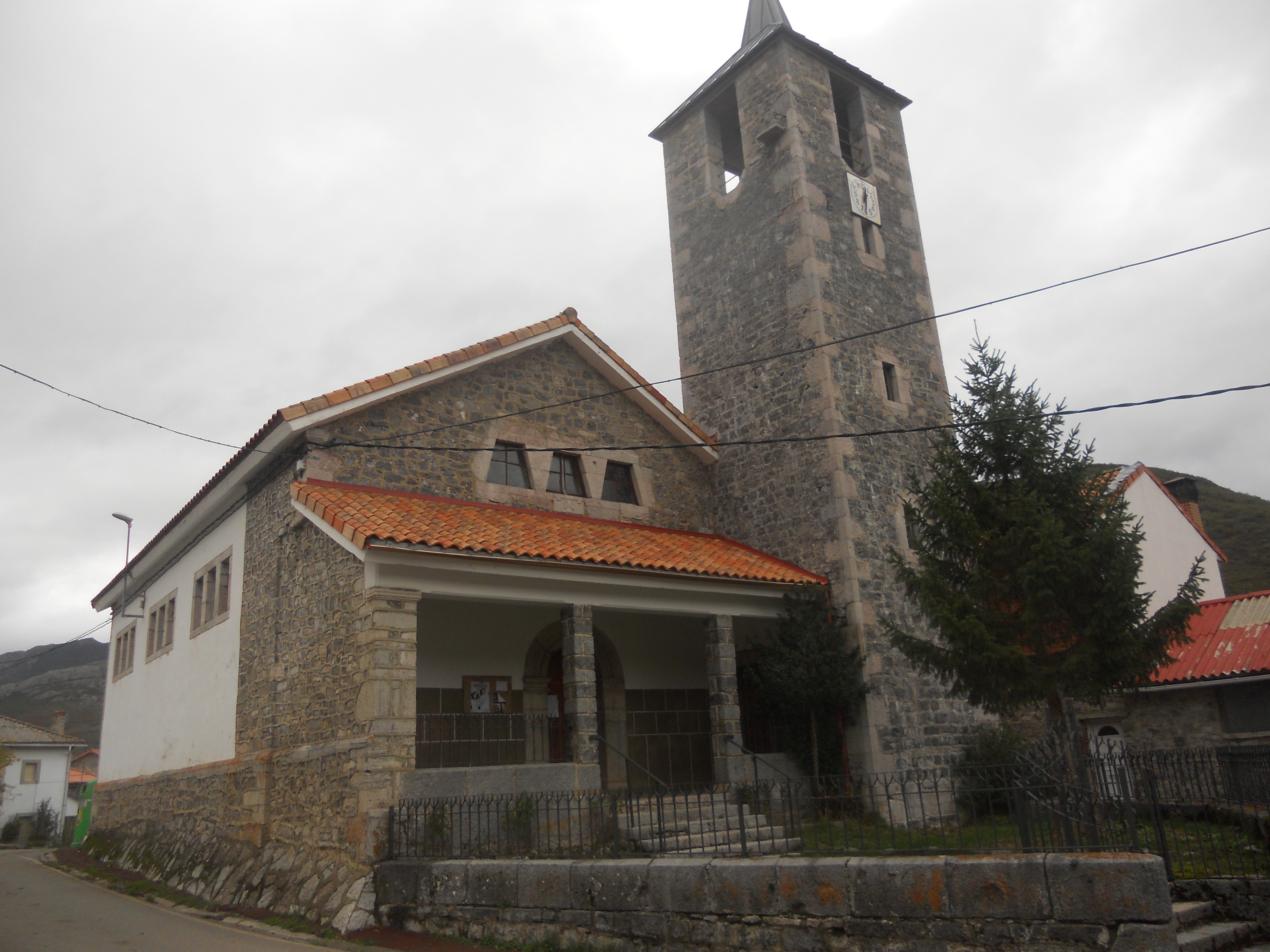
Kirche von La Uña

- Kirche von La Uña